# Aylan Kurdi
Aylan Kurdi o Alan Kurdi (Kobane, Siria; 4 de mayo de 2012 - Turquía, 2 de septiembre de 2015) fue un niño sirio de origen kurdo de tres años que apareció ahogado en una playa de Turquía. Las fotos en que aparece su cadáver en la costa turca y en la que se ve a un agente de la policía turca transportándolo dieron la vuelta al mundo poniendo de manifiesto la gran problemática de la crisis humanitaria siria. Junto al pequeño fallecieron también su hermano de cinco años Galip y su madre, Rehan, además de, al menos, otros doce sirios que viajaban desde Turquía en dos botes con destino a Grecia. El único miembro de la familia Kurdi que se embarcó y sobrevivió fue el padre, Abdullah. La fotógrafa turca Nilüfer Demir es la autora de esta imagen.

## Biografía
Aylan Kurdi nació en Kobane, ciudad kurda del norte de Siria, lugar donde se vivió la Batalla de Kobane. Después de moverse entre varias ciudades para escapar del Estado Islámico,[cita requerida] su familia se estableció en Turquía durante tres años. La familia regresó a Kobane a principios de 2015, pero volvió a Turquía en junio del mismo año, cuando el Estado Islámico atacó Kobane nuevamente (masacre de Kobane). Después de dos intentos fallidos de llevar a la familia a la isla griega de Kos, el padre de Kurdi tomó la decisión de trasladarse a Europa de manera ilegal en un bote inflable, pero el viaje terminó en tragedia con el hundimiento de la embarcación.

## Entierro
Aylan Kurdi, su madre y hermano fueron enterrados en Kobane por su padre en una triste ceremonia, el 4 de septiembre de 2015.

## Homenajes
Los homenajes al niño fallecido se sucedieron por todo el mundo, el artista hindú Sudarasan Pattaki hizo una escultura en la arena con la imagen, el grupo de rock U2 rindió homenaje a Aylan Kurdi y a los refugiados modificando una canción en un concierto en Italia. Cientos de marroquíes hicieron una protesta y un homenaje al niño kurdo fallecido, en una playa de Marruecos. En Gaza se hizo un homenaje haciendo una escultura de arena en unas de sus playas. En Internet y otras redes sociales dibujantes y personas de diferentes lugares del mundo homenajearon a Aylan Kurdi poniendo imágenes, modificadas con Photoshop, como medio de protesta por la crisis migratoria. El grupo español Ska-P rinde homenaje al joven en un verso de su canción El Ático, en el que culpa directamente a Europa de su fallecimiento.